# オグルマ属
オグルマ属（オグルマぞく、学名：Inula ）は、キク科キク亜科の属の一つ。

## 特徴
多年草または低木。茎は直立し、分枝する。葉はふつう全縁で互生する。花冠は黄色であるが、まれに舌状花が白色のものがある。頭状花序は縁に1-多列の舌状花が発達し、舌状部の先端は3歯があり、雌花で構成される。まれに発達しないものがある。頭花の中央は多数の両性の筒状花で構成され、花冠の先は5裂する。舌状花、筒状花ともに結実する。総苞は半球形、まれに鐘形になり、総苞片は多列あり、片の長さは同じかまれに外片が短い。外片は草質まれに乾膜質、内片は乾膜質になる。果実は痩果で有毛または無毛で、多数の肋があり、冠毛の毛は多数ある。

## 分布
ユーラシアとアフリカに約100種分布し、地中海沿岸に多い。日本には少なく、4種ほど分布する。

## 用途
- 園芸用として栽培される。栽培の記録は古く、トロイのヘレンの人気から名づけられた花を古代のローマ人が栽培している。
- 薬用：一部の花はハーブや漢方薬として利用されている[5]。また、この属から食物製品に利用されるイヌリンが初めて抽出に成功された事から、この糖の名前の由来ともなった[6]。

## 日本に分布する種、栽培種
和名、学名はYistによる。
- オグルマ Inula britannica L. subsp. japonica (Thunb.) Kitam. - 湿地、川岸、田の縁などに生育する多年草。日本の他、朝鮮半島、中国大陸に分布する。ヨーロッパ産の基本亜種 subsp. britannica より背丈が高く、頭花が小さく、茎の上部や総苞に毛が少ない[3]。
- ホソバオグルマ Inula linariifolia Turcz. - 明るく湿った草地に生育する多年草。日本では絶滅危惧II類(VU)。日本の他、朝鮮半島、ウスリー、アムール、中国大陸（東北部・北部・東部）に分布する[4]。
- ミズギク Inula ciliaris (Miq.) Maxim. - 山中の湿地に生える多年草[3]。日本固有種[7]。
- カセンソウ Inula salicina L. var. asiatica Kitam. - 日当たりのよい湿地に生育する多年草。日本の他、朝鮮半島、中国大陸東北部、シベリアに分布する。ヨーロッパに分布する基本変種 var. salicina とは、茎に毛があることで違う[3]とされる。しかし、基本変種 var. salicina と分けないで、Inula salicina L. のシノニムとする考えもある[8]。
- オオグルマ  Inula helenium L. - 栽培種。園芸、ハーブで栽培されている「エレキャンペーン」としても有名、名称は前節のヘレンから。

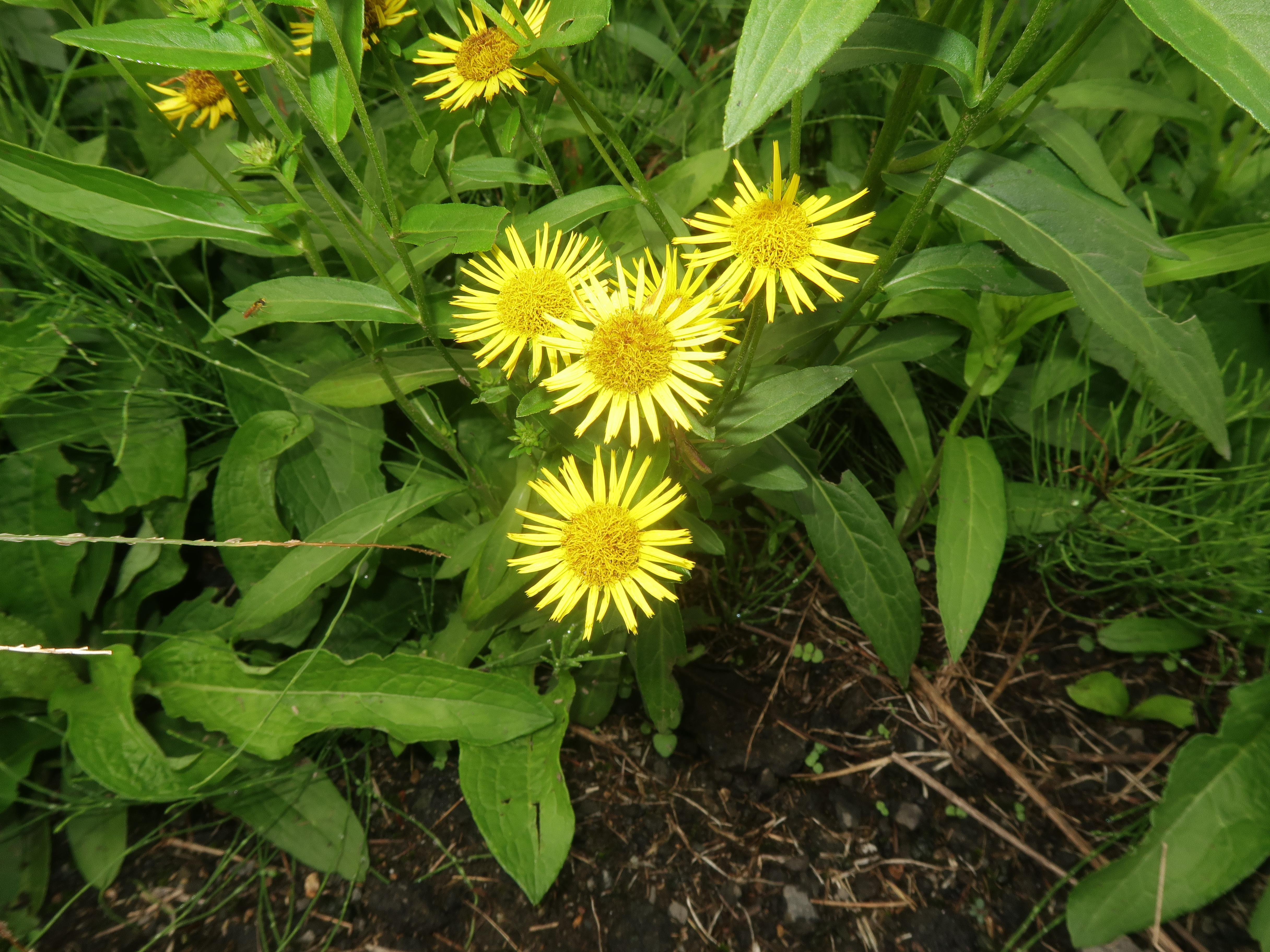
オグルマ
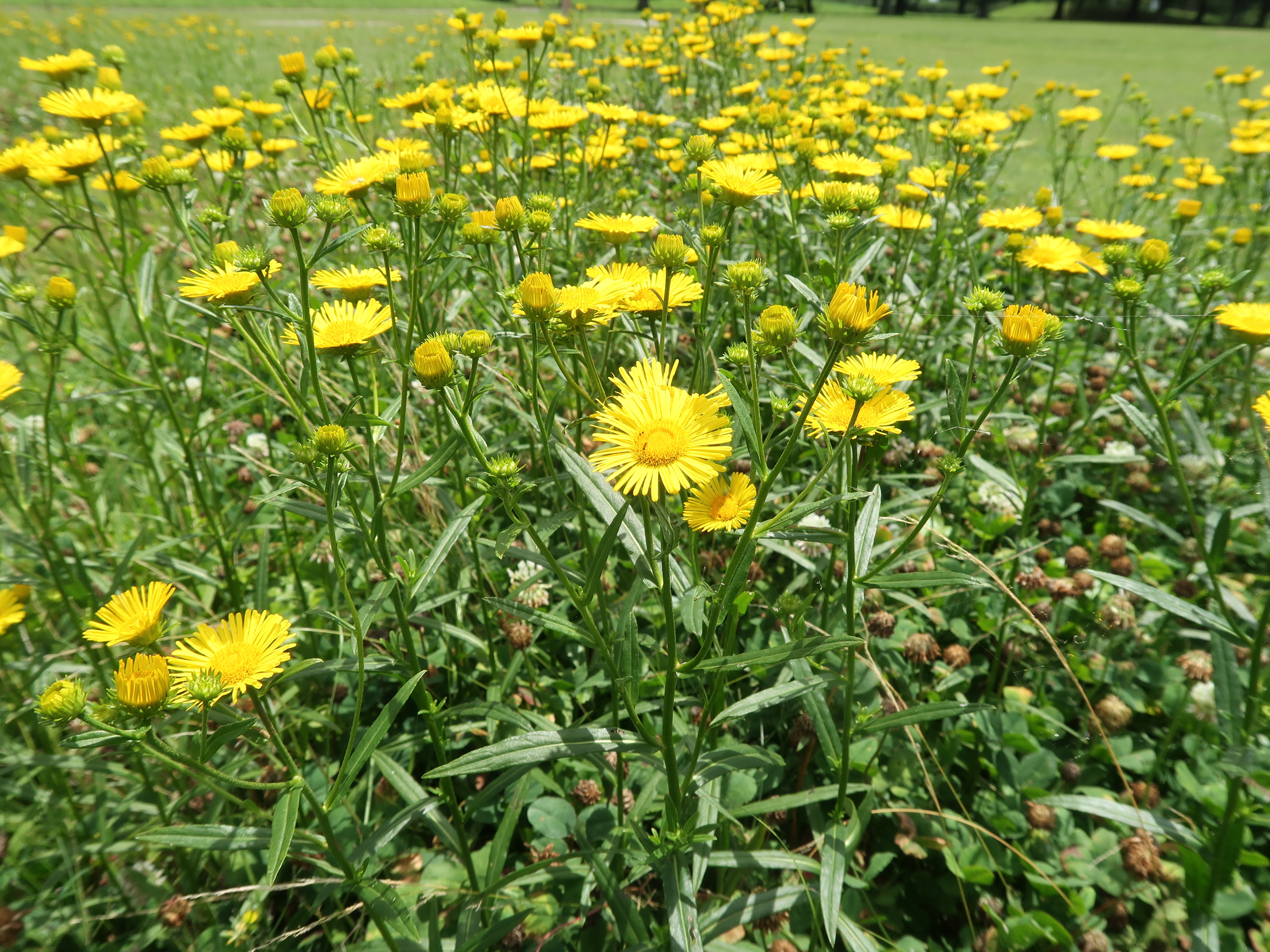
ホソバオグルマ
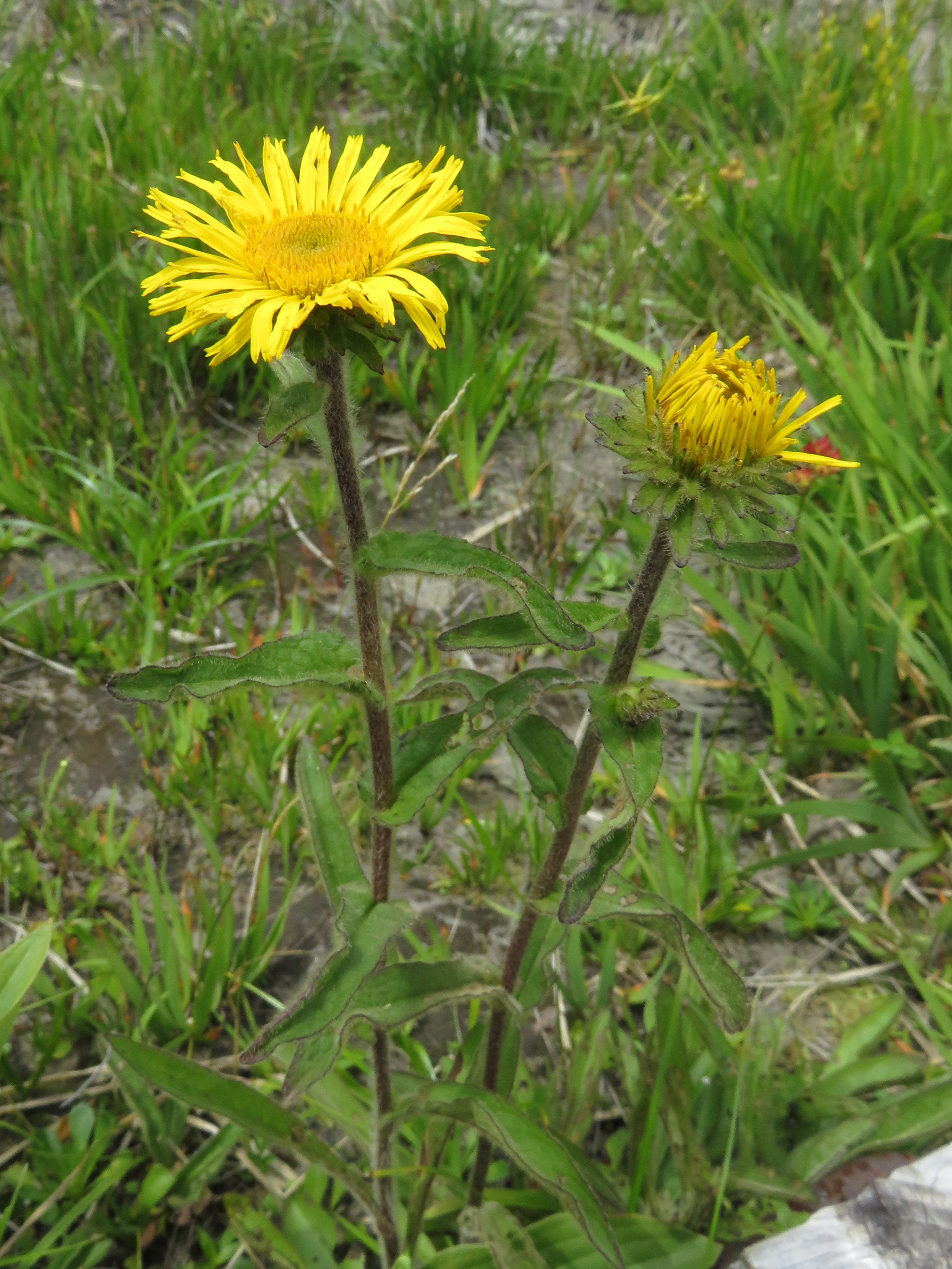
ミズギク
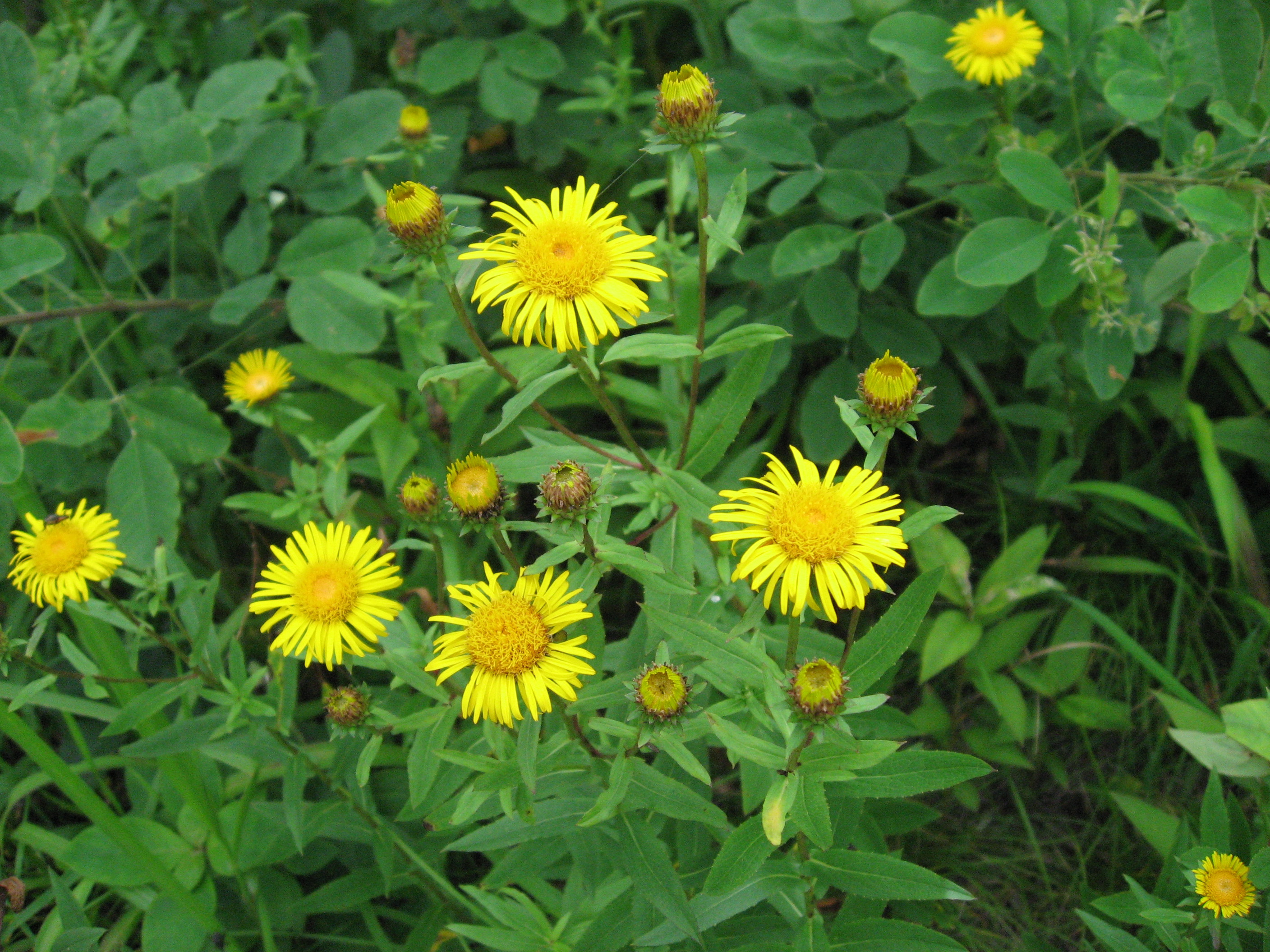
カセンソウ